# Sibia à dos marron
Heterophasia annectans
Espèce
Statut de conservation UICN

 LC  : Préoccupation mineure
La Sibia à dos marron (Leioptila annectans) est une espèce de passereau de la famille des Leiothrichidae.

## Répartition
Son aire s'étend sur l'est de l'Himalaya, l'Inde du Nord-Est, le Yunnan et l'Indochine.